# Emesis zela
Emesis zela är en fjärilsart som beskrevs av Butler 1870. Emesis zela ingår i släktet Emesis och familjen Riodinidae. Inga underarter finns listade i Catalogue of Life.